# 莉萨·德穆思
莉萨·德穆思（英語：Lisa Demuth，/ˈdeɪməθ/DAY-məth；1967年2月10日—）是美国政治人物，自2025年起担任明尼苏达州众议院议长。她是明尼苏达州共和党成员，代表该州中部的第13A选区，自2023年起担任众议院共和党党团领袖，并在2023至2025年间担任众议院少数党领袖。
2025年1月，众议院共和党人投票选举德穆思为众议院议长。民主党对此提出异议，明尼苏达州最高法院裁定选举时未达法定人数，因此选举无效。两党于2月5日达成协议，结束民主—农民—劳工党对立法会议的抵制，其中包括让德穆思出任议长。她于2月6日正式当选，成为明尼苏达州首位非裔议长。

## 早年生活及职业生涯
德穆思出生于明尼苏达州佩恩斯维尔，毕业于布卢明顿肯尼迪高中。德穆思与丈夫尼克共同拥有并管理商业地产。她于2007年以海选候选人身份当选为罗科里学区董事会成员，并连任两次。

## 明尼苏达州众议院
德穆斯于2018年首次当选明尼苏达州众议员，她在原第13A选区议员杰夫·豪的推荐下参选，后者辞职竞选州参议员。在2021至2022年立法会期内，德穆斯担任众议院少数党助理领袖。她反对堕胎，曾在州众议院支持胎儿心跳法案。
在2022年明尼苏达州众议院选举中，共和党未能从民主党手中夺回控制权，随后党团选举德穆斯为少数党领袖。她自诩比前任库特·道特更具合作性、也更冷静。根据美国保守派联盟的评分，她在保守程度上低于共和党议员的平均水平。

### 2025年议长之争
第94届明尼苏达州议会于2025年1月14日开幕，当时仅有67名共和党籍众议员出席，而其他66名民主—农民—劳工党议员为阻止达到法定人数出席而集体缺席。州务卿史蒂夫·西蒙主持会议，他宣布因未达法定人数而会议无效后离场。随后共和党议员选举德穆思为众议院议长，并由她主持立法事务，这一状况持续运作了近两周。1月24日，明尼苏达州最高法院裁定，由于未达到法定人数，德穆思的当选及之后所有议程均属无效。最终两党2月5日达成协议，结束民主—农民—劳工党对立法会议的抵制，并同意由德穆思担任议长。

## 选举历史
| 政党 | 政党           | 候选人      | 票数   | %      | ±      |
| ---- | -------------- | ----------- | ------ | ------ | ------ |
|      | 共和黨         | 莉萨·德穆思 | 11,348 | 61.01% | -5.01% |
|      | 民主-農民-工黨 | 吉姆·里德   | 7,243  | 38.94% | +5.04% |
|      | 海选票         | 海选票      | 10     | 0.05%  | -0.02% |

| 政党 | 政党           | 候选人          | 票数   | %      | ±      |
| ---- | -------------- | --------------- | ------ | ------ | ------ |
|      | 共和黨         | 莉萨·德穆思     | 16,056 | 70.75% | +9.74% |
|      | 民主-農民-工黨 | 凯蒂·韦斯特隆德 | 6,610  | 29.13% | -9.81% |
|      | 海选票         | 海选票          | 28     | 0.12%  | +0.07% |

| 政党 | 政党           | 候选人          | 票数   | %      | ±      |
| ---- | -------------- | --------------- | ------ | ------ | ------ |
|      | 共和黨         | 莉萨·德穆思     | 15,190 | 74.01% | 3.26%  |
|      | 民主-農民-工黨 | 安德烈亚·鲁宾逊 | 5,324  | 25.94% | -3.19% |
|      | 海选票         | 海选票          | 11     | 0.05%  | -0.07% |

| 政党 | 政党           | 候选人      | 票数   | %      | ±      |
| ---- | -------------- | ----------- | ------ | ------ | ------ |
|      | 共和黨         | 莉萨·德穆思 | 19,215 | 75.30% | +1.29% |
|      | 民主-農民-工黨 | 辛迪·阿霍   | 6,282  | 24.62% | -1.32% |
|      | 海选票         | 海选票      | 20     | 0.08%  | +0.01% |

## 个人生活
德穆斯和她的丈夫尼克居住在明尼苏达州科尔德斯普林斯，他们有四个孩子。